# Malé písně do tmy
Malé písně do tmy (1984) je první album Bratří Ebenů. Obsahuje 12 autorských písniček Marka Ebena včetně Stýskání, která v roce 1981 získala autorskou Portu. Sleeve-note k albu napsal Jiří Černý.

## Písničky
1. Malá píseň do tmy – 3:56
2. Na rybách – 3:16
3. Štafle – 4:00
4. Repetice – 1:48
5. Praha 1581 – 4:20
6. Kravata č. 5 – 3:43
7. Stýskání – 4:24
8. Nepovedená – 2:13
9. Neshoda – 4:06
10. Lucie, ahoj – 2:52
11. Sklerotická – 2:05
12. U vody – 5:07

## Nahráli
- Bratři Ebenové
  - Kryštof Eben – klavír, xylofony, metalofon, zobcové flétny, sanza
  - Marek Eben – kytara, zpěv
  - David Eben – klarinet, xylofon, tamburina, wood block
- hosté
  - Jan Noha – rototomy (1, 6)
  - Jaromír Honzák – kontrabas (1, 4, 6, 8, 10)

## Reedice
Vydavatelství Sony BMG vydalo v roce 1996 reedici alba doplněného o písničky z předchozích dvou EP Bratři Ebenové (1982) a Tak to chodí (1984). CD tak obsahuje oproti původnímu albu o šest písniček více, ty jsou zařazeny na konec alba.
13. K narozeninám – 2:12
14. Andulce z béčka – 1:59
15. Večerní Praha – 4:24
16. Kleopatra – 2:46
17. Puma – 3:01
18. Tak to chodí – 2:45